# Rudolf Striedinger

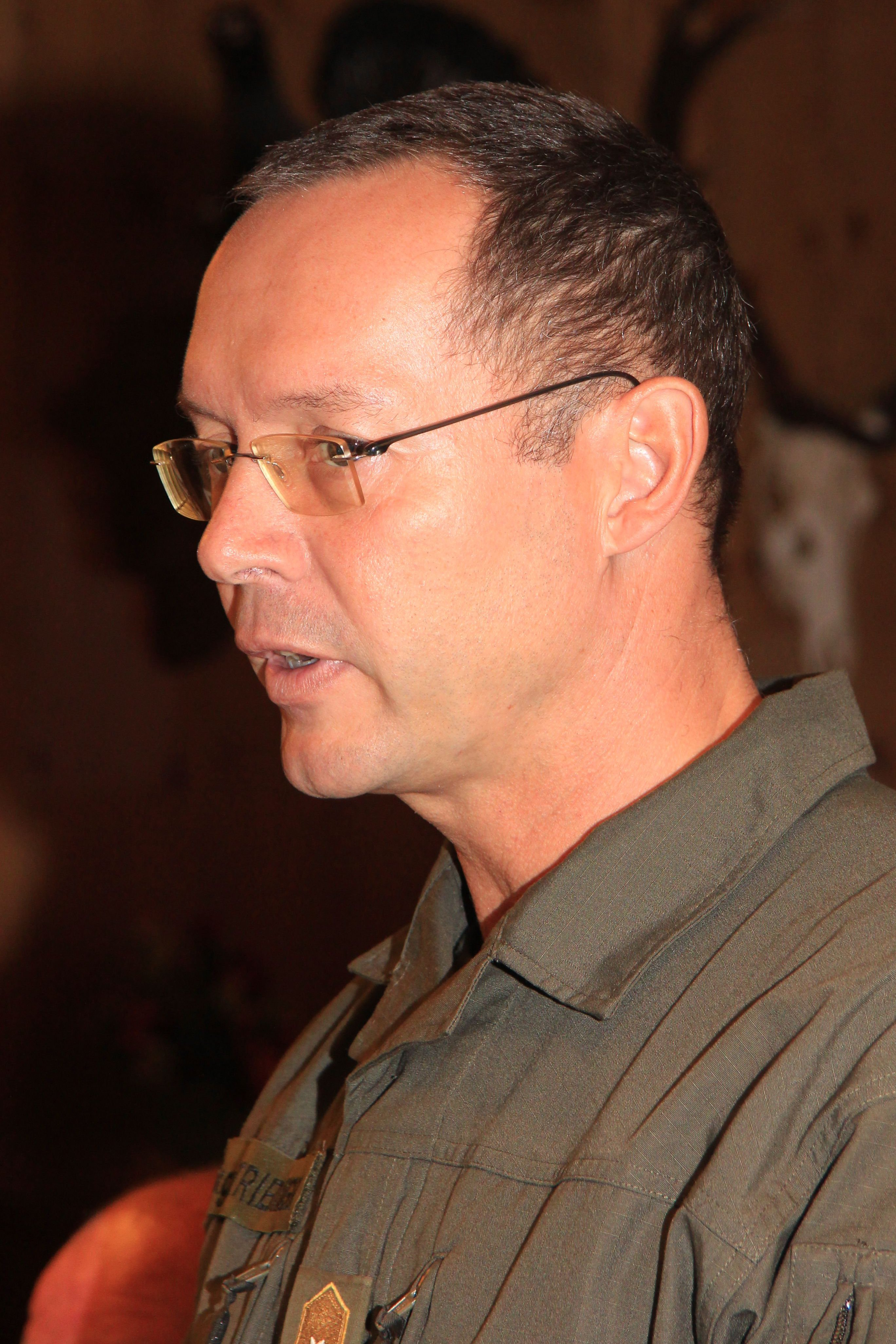
Rudolf Striedinger als Brigadier (2011)

Rudolf Striedinger (* 26. September 1961 in Wiener Neustadt) ist ein österreichischer Soldat. Er ist Offizier des österreichischen Bundesheers im Range eines Generals und war ab 26. Mai 2011 Militärkommandant von Niederösterreich. Am 4. April 2016 folgte er Brigadier Ewald Iby als Leiter des Abwehramtes nach. Seit 20. Oktober 2022 ist Striedinger, als Nachfolger von General Robert Brieger, Chef des Generalstabes des österreichischen Bundesheeres.

## Leben
Rudolf Striedinger wurde am 26. September 1961 in Wiener Neustadt geboren und absolvierte nach seiner Matura am Theresianum in Wien 1979 und dem Grundwehrdienst 1980 als Einjährig-Freiwilliger die Offiziersausbildung an der Theresianischen Militärakademie in Wiener Neustadt, wo er 1983 zum Leutnant ausgemustert wurde und als Jägeroffizier nach Korneuburg zum Landwehrstammregiment 32 abkommandiert wurde. Er war hier als Ausbildungsoffizier tätig.
Von 1984 bis 1987 war er als Kompaniekommandant einer Jägerkompanie, als Kommandant der Stabskompanie eines Regimentes sowie als S3 verschiedener Milizbataillone eingesetzt. Von 1988 bis 1991 absolvierte er den 12. Generalstabskurs an der Landesverteidigungsakademie in Wien, den er als Kursbester abschloss. Von 1991 bis Herbst 1994 war er als G3 und Stellvertretender Chef des Stabes im Militärkommando Wien eingesetzt. Danach war Rudolf Striedinger verantwortlicher Offizier für Personal-, Führungs- und Koordinierungsangelegenheiten im Bundesministerium für Landesverteidigung und war Kommandant des Akademikerbataillons an der Theresianischen Militärakademie sowie für das Generalstabsbüro im Bundesministerium verantwortlich. Bis 1998 war er auch Chef des Stabes der 2. Jägerbrigade mob.
2002 wurde er zum Leiter des Generalstabsbüros ernannt und 2004 zum Brigadier befördert.
Vom 28. Mai 2006 bis zum 1. Dezember 2006 hatte Rudolf Striedinger das Kommando einer multinationalen Einsatzgruppe von Eufor Althea in Bosnien und Herzegowina.
Vom 26. Mai 2011 bis zum Februar 2016 war er Militärkommandant von Niederösterreich. Sein Vorgänger in dieser Funktion war Generalmajor Johann Culik, der nach rund zwölf Jahren in dieser Position als Generalleutnant in den Ruhestand ging.
Von 2014 bis 2016 war er Präsident der Österreichischen Gesellschaft für Kulturgüterschutz und Vorstandsmitglied des Österreichischen Nationalkomitees Blue Shield.
Im Oktober 2015 wurde er Vizepräsident der Österreichischen Offiziersgesellschaft und war federführend an der Erstellung des Positionspapiers 2017 beteiligt. Mit seiner Bestellung zum Chef des Generalstabs schied er aus dem Präsidium der Österreichischen Offiziersgesellschaft aus.
Im März 2016 wurde Striedinger von Verteidigungsminister Hans Peter Doskozil zum neuen Leiter des Abwehramtes ernannt und hat am 4. April Brigadier Ewald Iby in dieser Funktion abgelöst. Brigadier Martin Jawurek leitete seitdem das Militärkommando Niederösterreich zunächst interimistisch, ab Oktober 2016 offiziell.
Verteidigungsministerin Klaudia Tanner bestellte Striedinger im Jänner 2020 zu ihrem Stabschef, interimistischer Leiter des Abwehramtes wurde Brigadier Reinhard Ruckenstuhl. Ab Juli 2021 war Striedinger als Leiter der Generalstabsdirektion sowie stellvertretender Generalstabschef tätig.
Am 17. August 2022 entschied sich Verteidigungsministerin Klaudia Tanner für Striedinger als neuen Generalstabschef des österreichischen Bundesheeres. Er folgt damit in dieser Funktion General Robert Brieger nach, der seit Mai 2022 als ständiger Vorsitzender den Militärausschuss der Europäischen Union leitet.
Am 20. Oktober 2022 trat General Rudolf Striedinger im Beisein von Verteidigungsministerin Klaudia Tanner bei einem militärischen Festakt in der Maria-Theresien-Kaserne sein Amt als Chef des Generalstabes des österreichischen Bundesheeres an.

## Kritik
Im Juni 2020 informierte Striedinger in einem journalistischen Hintergrundgespräch, dass die militärische Landesverteidigung künftig nicht mehr oberste Priorität haben würde, sondern dass das Bundesheer sich um Aufgaben wie Cyber-Kriminalität, Pandemie-Bekämpfung oder Katastrophenschutz vorrangig kümmern solle. Dafür erntete er massive Kritik, Ministerin Tanner widersprach ihrem Stabschef öffentlich, und sogar der Bundespräsident zeigte sich irritiert.
Heftig kritisiert wurde Striedinger auch für seinen „Maulkorberlass“ im Jänner 2021, mit dem Meinungsäußerungen von Soldaten in der Öffentlichkeit reglementiert und durch „dienstrechtlichen Maßnahmen“ unterbunden werden sollten. Unmittelbar nach Inkrafttreten wurde dieser Erlass jedoch nach Kritik der Oppositionsparteien vom Verteidigungsministerium wieder aufgehoben und durch einen neuen ersetzt, der lediglich auf schon bestehende Dienstpflichten verwies.
Am 18. Dezember 2021 wurde er in die Leitung der Gesamtstaatlichen Covid-Krisenkoordination (GECKO-Kommission) berufen. Durch sein Auftreten bei Pressekonferenzen im Tarnanzug und vor allem seine unpassende Wortwahl wurde er in Kommentaren in Printmedien gerügt. So meinte er, dass das Coronavirus „Gewalt gegen unsere Gesundheit“ darstelle und daher „Gewaltfreiheit“ nicht angesagt sei.
Im Oktober 2022 sagte er in einem Interview: „Wir haben die Neutralität, wie sie ist, und wir machen das Beste draus“. Diese Aussage wurde als indirekte Absage an die verfassungsrechtlich geltende Neutralität Österreichs kritisiert.
Im August 2023 übernahm das Haus der Geschichte Österreich (hdgö) einige Objekte der GECKO-Kommission für die Sammlung zur COVID-19-Pandemie, darunter den Tarnanzug von Striedinger.

## Privates
Rudolf Striedinger ist in zweiter Ehe verheiratet, wohnt in Sierndorf und ist Vater von sechs Kindern.
Er ist Mitglied des Österreichischen Kameradschaftsbundes – Landesverband Niederösterreich.

## Auszeichnungen (Auszug)
- Großes Ehrenzeichen für Verdienste um die Republik Österreich
- Wehrdienstzeichen 3. Klasse
- Wehrdienstmedaille in Bronze
- 2012: Verdienstzeichen I. Stufe des Österreichischen Bundesfeuerwehrverbandes in Gold
- 2016: Silbernes Komturkreuz des Ehrenzeichens für Verdienste um das Bundesland Niederösterreich
- Großes Landesehrenzeichen in Gold des Österreichischen Kameradschaftsbundes – Landesverband Niederösterreich